# ブルム (ミニカー)

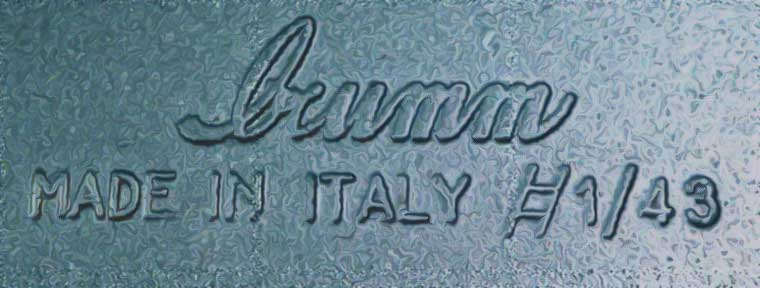

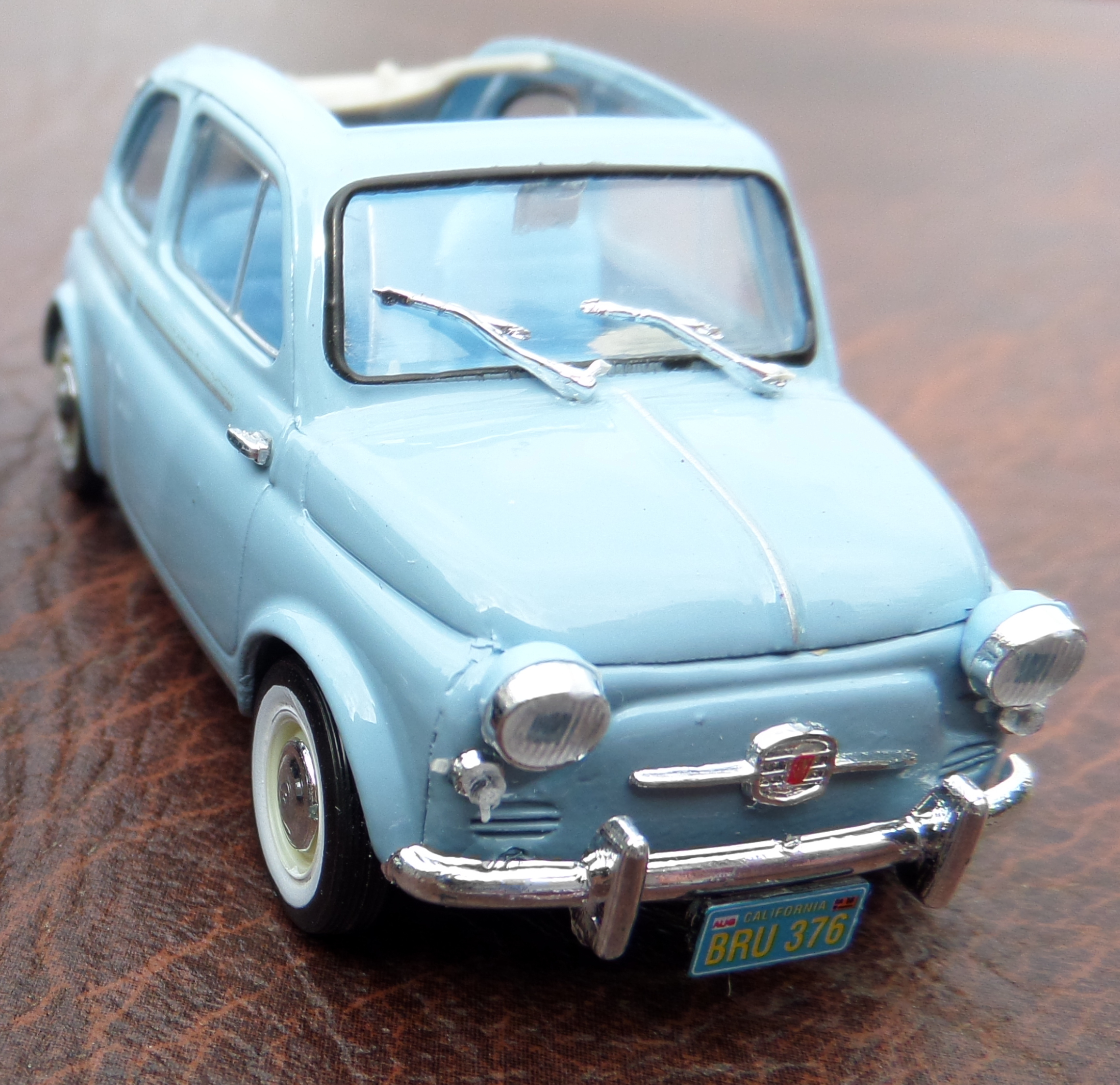
ブルムのフィアット。

ブルム（BRUMM）は、イタリアを拠点とする老舗ミニカーメーカー。

## 歴史
1972年に創立した。ブロアム（馬車）に由来する。初期は馬車のミニカーを製造していた。
モデルのほとんどが1/43モデルである。ラインナップはフィアット、フェラーリ、ポルシェなどの往年の名車が多い。
本社はロンバルディア州にある。